# Matthias Drobinski

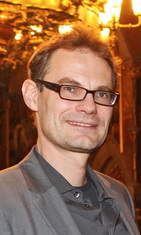
Matthias Drobinski, 2010.

Matthias Drobinski, född 1964, är tysk journalist och skribent.
Drobinski är utbildad på journalistskolan Henri-Nannen-Schule i Hamburg. Från 1993 var han redaktör på den tyska varannanveckastidningen Publik-Forum. Senare har han arbetat på tidningen Die Woche samt på etermediaföretagen Hessischer Rundfunk och Norddeutscher Rundfunk. Sedan 1997 är han ansvarig för kyrkliga och religiösa ämnen i tidningen Süddeutsche Zeitung. 
Drobiniska har förutom sin journalistutbildning läst katolsk teologi, och skriver huvudsakligen om kyrkliga ämnen främst som journalist men även i bokform. 2006 mottog han Herbert Haag-priset.